# Exechia kunashirensis
Exechia kunashirensis är en tvåvingeart som beskrevs av Zaitzev 1996. Exechia kunashirensis ingår i släktet Exechia och familjen svampmyggor. Inga underarter finns listade i Catalogue of Life.